# Muruta
Genre
Muruta est un genre d'araignées aranéomorphes de la famille des Pholcidae.

## Distribution
Les espèces de ce genre sont endémiques de Malaisie orientale sur Bornéo.

## Liste des espèces
Selon World Spider Catalog (version 19.5, 15/10/2018) :
- Muruta bario (Huber, 2016)
- Muruta tambunan (Huber, 2016)

## Publication originale
- Huber, Eberle & Dimitrov, 2018 : The phylogeny of pholcid spiders: a critical evaluation of relationships suggested by molecular data (Araneae, Pholcidae). ZooKeys, no 789, p. 51-101 (texte intégral).